# Mechtild Erpenbeck
Mechtild Erpenbeck (* 1955) ist eine deutsche Diplom-Pädagogin, Psychologin, Supervisorin (DGSv), Coach (DBVC), Gruppendynamikerin (DGGO) und Organisationsberaterin.

## Leben
Ihre Kindheit verbrachte sie in Münster. Sie studierte Erziehungswissenschaften und Psychologie in Dortmund. Ihre erste Stelle trat Mechtild Erpenbeck in einer Bildungseinrichtung in Witten-Herdecke an. Dann folgte ein Wechsel nach Berlin und an eine Schauspielschule.
„Nach kurzer Zeit als Schauspielerin wechselte sie ins Regiefach, hatte 10 Jahre in Berlin eine eigene Compagnie mit internationaler und spartenübergreifender (Schauspiel/Tanz/Gesang) Besetzung, leitete einige Jahre ein Privattheater und inszenierte in den folgenden Jahren an Bühnen von Hamburg bis Tübingen“.
Nach psychoanalytisch orientierten Ausbildungen zur Supervisorin und Gruppendynamikerin wandte sich Mechtild Erpenbeck dem systemischen Beratungsansatz zu und begann, als Beraterin, Executive Coach und Trainerin zu arbeiten.
Mechtild Erpenbeck gründete im Jahre 2000 eine Beratungspraxis, die für eine projektbezogene Zusammenarbeit mit verschiedenen selbstständigen Beratern steht.
Seit der Veröffentlichung einer Studie und eines Fachartikels, der eine breite und langanhaltende mediale Aufmerksamkeit nach sich zog, gilt Mechtild Erpenbeck als Expertin für das Thema „Konkurrenz unter Führungsfrauen“.
Mechtild Erpenbeck war Dozentin an verschiedenen Bildungsinstituten und hat bis 2016 die Ausbildung „Qualifikation zum Coach im Business“ in der Akademie für Führungskräfte der Wirtschaft der Cognos AG, Überlingen geleitet.
Seit 2015 konzentriert Mechtild Erpenbeck ihre Tätigkeit zunehmend in Richtung Individualcoaching und Konfliktklärungsarbeit.
Im März 2017 erschien ihr Buch „Wirksam werden im Kontakt – Die systemische Haltung im Coaching“ im Carl-Auer-Verlag.
Seit 2019 ist Mechtild Erpenbeck Mitglied im Präsidium des DBVC.
Im August 2022 erschien ihr Buch „Mitschwingen und Dazwischengehen – Systemisch-gruppendynamische Prozesskompetenz in Beratung und Training“ im Carl-Auer-Verlag.

## Inszenierungen (Auswahl)
- Nora – ein Heimatstück nach Henrik Ibsen, TAK, Berlin 1991[14]
- Man lebe überall und heirate 4007 Hände, Theater am Halleschen Ufer, Berlin 1994–1995[14][15] (aufgezeichnet für 3Sat „Starke Stücke“)[16]
- Kommt an die Weibesbrust, trinkt Galle statt Milch, ihr Morddämonen, Landestheater Tübingen 1995[14][17]
- Wer bin ich und wenn ja wie viele, Theater am Halleschen Ufer, Berlin 1997[14]
- Hedda Gabler, Landestheater Neustrelitz 1997[14]
- Was weiß man schon über Menschenfresser, Kammerspiele, Hamburg 1997[14]
- Black Rider, Landestheater Mecklenburg, Neustrelitz 1998[14][18]
- Spontane Ratlosigkeit versiegelter Säulen im Häusermeer, Sophiensäle, Berlin 1999[14][19]
- The Global Intercity Single Tour (Musical), Neuköllner Oper, Berlin 1999–2000[14]
- Lysistrata, Neuköllner Oper, Berlin 2001[14]

## Publikationen (Auswahl)
- „Stutenbissig“?! – Frauen und Konkurrenz: Ursachen und Folgen eines missachteten Störfalls – Fachartikel in Wirtschaftspsychologie aktuell, 2004
- Wirksam werden im Kontakt – Die systemische Haltung im Coaching – Carl-Auer-Verlag, 2017
- Ethische Leitlinien für Coachs – Fachartikel in Training Aktuell, 2017
- Selbststeuerung im Konflikt – Fachartikel in Coaching-Magazin, 2017
- Auf dem Weg zu einem neuen Autoritätsverständnis – Gruppendynamik und Hierarchie in der Führungskräfteentwicklung in Stähler, F., Stützle-Hebel, M. (Hrsg.): Demokratie machen, Carl-Auer-Verlag, 2018
- Konkurrenz und Geschlechterrollen im Team-Coaching – Leitideen zur Navigation in einem doppelten Spannungsfeld – Fachartikel in Coaching-Magazin, 2022
- Mitschwingen und Dazwischengehen – Systemisch-gruppendynamische Prozesskompetenz in Beratung und Training – Carl-Auer-Verlag, 2022